# 向井優
向井 優（むかい まさる、1949年 - ）は日本のアマチュア天文家。鹿児島県鹿児島市吉野町生まれ。13個の小惑星を発見している。(5286) 向井春男は彼の弟の名前に因む。